# Markian Mikhailovich Popov
Markian Mikhailovich Popov (tiếng Nga: Маркиан Михайлович Попов; 1902-1969) là một tướng lĩnh cao cấp của Lực lượng vũ trang Liên Xô, hàm Đại tướng (26 tháng 8 năm 1943), và Anh hùng Liên Xô (1965).
Markian Popov sinh năm 1902 tại Ust-Medvediskaya tại Don Host Oblast (nay là Volgograd Oblast) trong một gia đình dân tộc Nga. Cha ông là một công chức.
Popov gia nhập Hồng quân năm 1920 và Đảng Bolshevik năm 1921, tốt nghiệp khóa huấn luyện Vystrel của Hồng quân năm 1925. Trong Chiến tranh Xô-Đức, tại nhiều thời điểm, ông đã chỉ huy một số Tập đoàn quân và Phương diện quân. Tuy nhiên, binh nghiệp của ông không được bằng phẳng. Tháng 6 năm 1941, ông là Tư lệnh Quân khu Leningrad, rồi Phương diện quân Bắc (24 tháng 6 - 5 tháng 9). Thời thời điểm đó, quân Đức tiến đánh với tốc độ kinh hoàng trên khắp các mặt trận, chỉ trường hợp ngoại lệ bị chặn đứng ngay trước Leningrad. Ngày 26 tháng 8, lực lượng Hồng quân trên mặt trận này được tổ chức thành Phương diện quân Leningrad. Sau đó, Popov tham gia vào cuộc phản công của Zhukov trước Moskva. Trong chiến dịch này, Zhukov, người điều phối một số mặt trận trong khu vực Moskva, đã cố gắng thu thập các đơn vị và chỉ huy có khả năng trong khu vực. Ví dụ Tập đoàn quân 16 (Phương diện tuân Tây) do Rokossovsky chỉ huy, Tập đoàn quân xung kích 4 do Yeryomenko chỉ huy, Tập đoàn quân 5 do Govorov chỉ huy... Ngày 18 tháng 12, Popov được bổ nhiệm làm Tư lệnh Tập đoàn quân 61 (Phương diện quân Bryansk). Đơn vị ông đã chiến đấu tốt trong cuộc phản công.
Ông duy trì vị trí này cho đến ngày 28 tháng 6 năm 1942. Sau đó, ông được chuyển đến khu vực Stalingrad. Ông là Trợ lý Chỉ huy của Phương diện quân Stalingrad (dưới quyền Mitchemenko, ngày 13 tháng 10 - 20 tháng 11), sau đó là Tư lệnh Tập đoàn quân xung kích 5 (8 tháng 12 - 28 tháng 12). Vào ngày 26 tháng 12, đạo quân này đã được chuyển sang Phương diện quân Tây Nam của Vatutin. Năm 1943, ban đầu ông chỉ huy một nhóm cơ giới lớn, nhưng vào tháng 2, đơn vị của ông đã bị đánh thiệt hại nặng nề trong Chiến dịch Donets.
Sau đó, ông được bổ nhiệm làm Tư lệnh Phương diện quân Bryansk (5 tháng 6 - 10 tháng 10 năm 1943), cùng với đó ông tham gia Trận Vòng cung Kursk. Trong trận chiến, Phương diện quân Bryansk đã rất thành công trong việc đè bẹp quân Đức, và đã có thể chiếm được Oryol và Bryansk vào tháng Tám. Nhờ thành tích này, ông được thăng cấp Đại tướng (26 tháng 8 năm 1943). Sau trận chiến Kursk, ông được phái ra phía bắc, để chỉ huy Phương diện quân Pribaltic 2 (20 tháng 10 năm 1943 - 23 tháng 4 năm 1944). Tuy nhiên, không lâu sau, ông bị giáng cấp xuống Thượng tướng (20 tháng 4 năm 1944) vì những hoạt động không thành công ở khu vực Baltic. Cho đến khi kết thúc chiến tranh, ông là Tham mưu trưởng Phương diện quân Leningrad. 

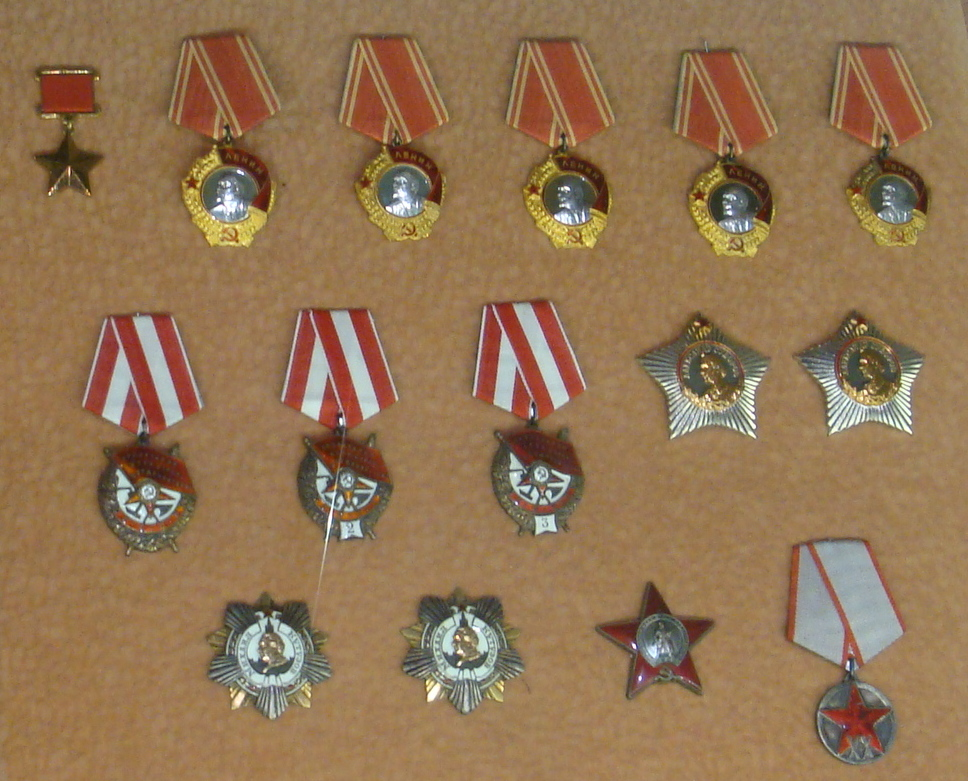
Huân huy chương của tướng Popov.

Sau chiến tranh, ông được thăng cấp trở lại thành Đại tướng (3 tháng 8 năm 1953). Năm 1956-1962, ông là Tổng tham mưu trưởng Lực lượng mặt đất Liên Xô.
Ông không bao giờ được phong hàm Nguyên soái Liên Xô, mặc dù Nguyên soái Hàng không Golovanov và Nguyên soái Vasilevsky coi ông là người rất tài năng.

## Lược sử quân hàm
- Đại úy (капитан) (30.12.1935);
- Thiếu tá (майор) (22.07.1937);
- Đại tá (полковник) (17.02.1938);
- Lữ đoàn trưởng (комбриг) (14.06.1938);
- Sư đoàn trưởng (комдив) (25.04.1939);
- Quân đoàn trưởng (комкор) (13.08.1939);
- Trung tướng (генерал-лейтенант) (04.06.1940);
- Thượng tướng (генерал-полковник) (23.04.1943);
- Đại tướng (генерал армии) (06.08.1943);
- Thượng tướng (20.04.1944);
- Đại tướng (03.08.1953).